# Hôtel Guillot de la Poterie
L'hôtel Guillot de la Poterie est un hôtel particulier situé à Château-du-Loir, dans le département français de la Sarthe.

## Localisation
L'hôtel Guillot de la Poterie est situé au 49 rue Saint-Martin, sur la commune de Château-du-Loir. 

## Historique
L'édifice fait l'objet d'une inscription au titre des monuments historiques depuis le 26 novembre 1968.